# Agalliopsis sonorensis
Agalliopsis sonorensis är en insektsart som beskrevs av Paul W. Oman 1970. Agalliopsis sonorensis ingår i släktet Agalliopsis och familjen dvärgstritar. Inga underarter finns listade i Catalogue of Life.